# Landmeetkundig Gezelschap Snellius
Het Landmeetkundig Gezelschap Snellius was de studievereniging voor studenten Geodesie aan de Technische Universiteit Delft.
De vereniging, vernoemd naar Willebrord Snellius, werd opgericht op 29 november 1940, voor studenten van de toenmalige opleiding landmeetkunde. Dit was destijds een opleiding van 3,5 jaar, die opleidde tot civiel-landmeter en die geen recht gaf op een ingenieurstitel. Vanaf 1949, het jaar waarin er een volwaardige universitaire opleiding voor geodesie werd opgericht, waarin ook kon worden gepromoveerd, werd L.G. Snellius de studievereniging voor Geodesie.

## Symboliek
Zoals was vastgelegd in artikel 4 van het Huishoudelijk Reglement van de vereniging bestond het logo van de vereniging uit een jakobsstaf met daarachter de wereldbol in de projectie volgens Hammer en een driehoek die zich gedeeltelijk achter de genoemde wereldbol bevindt en voor het overige de jakobsstaf omsluit.

## Activiteiten
In 1960, ter ere van het vierde lustrum, richtte L.G. Snellius in museum Prinsenhof een tentoonstelling in over Nederlandse cartografie tussen 1700 en 1850. Met deze tentoonstelling wilde L.G. Snellius de aandacht vestigen op de ambtelijke cartografie, ofwel de cartografie in overheidsdienst. De tentoonstelling werd geopend door een nazaat van C.R.T. Krayenhoff, de “Vader van de Nederlandse stafkaart”. Verder werd dat jaar in Leiden een gedenksteen onthuld in het vroegere woonhuis van Willebrord Snellius aan de Doezastraat, en wist de lustrumrede van de voorzitter, M. Tienstra, de landelijke pers te halen. Hij beklaagde zich hierin over de gebrekkige salariëring van afgestudeerd geodeten bij het Kadaster. In 1965 gaf L.G. Snellius in samenwerking met Monumentenzorg de tot dan toe verstopte grafsteen van de landmeetkundige Willem Jansz een meer prominente plek. en werd er voor de inwoners van Delft een wedstrijd uitgeschreven waarin geraden moest worden wat de afstand was tussen de top van de torenspits van de Nieuwe Kerk en de top van het Stadhuis.
Sinds midden jaren 1950 organiseerde de vereniging activiteiten tijdens een jaarlijks kamp van meerdere weken op wisselende locaties in Nederland, waarbij de omgeving door studenten uit de eerste drie studiejaren met verschillende landmeetkundige technieken opgemeten werd. De opgeleverde meetgegevens konden vervolgens door het Kadaster gebruikt worden. De vereniging zou deze kampen tot in de 21ste eeuw blijven voortzetten.

## Opheffing
De vereniging zou de geschiedenis ingaan als de eerste Delftse studievereniging die zich genoodzaakt zag om zichzelf op te heffen.
Aan het eind van de 20e eeuw kreeg de opleiding Geodesie te kampen met een teruglopend studentenaantal, waar ook de vereniging ernstig van te lijden had. Door bezuinigingen besloot de universiteit de opleiding op te heffen, waardoor er vanaf 2003 geen nieuwe studenten meer aan de opleiding begonnen. Tijdens het 13de lustrum op 26 november 2005 werd de vereniging definitief opgeheven met een daarvoor belegde algemene ledenvergadering in de Pieterskerk in Leiden, waar Willebrord Snellius begraven ligt.

## Leden en ereleden
Tot de ereleden van L.G. Snellius behoorden onder andere Jacob Menno Tienstra, Willem Baarda en Theo Bogaerts.
- Virtual International Authority File: 137837841